# Estilo fernandino

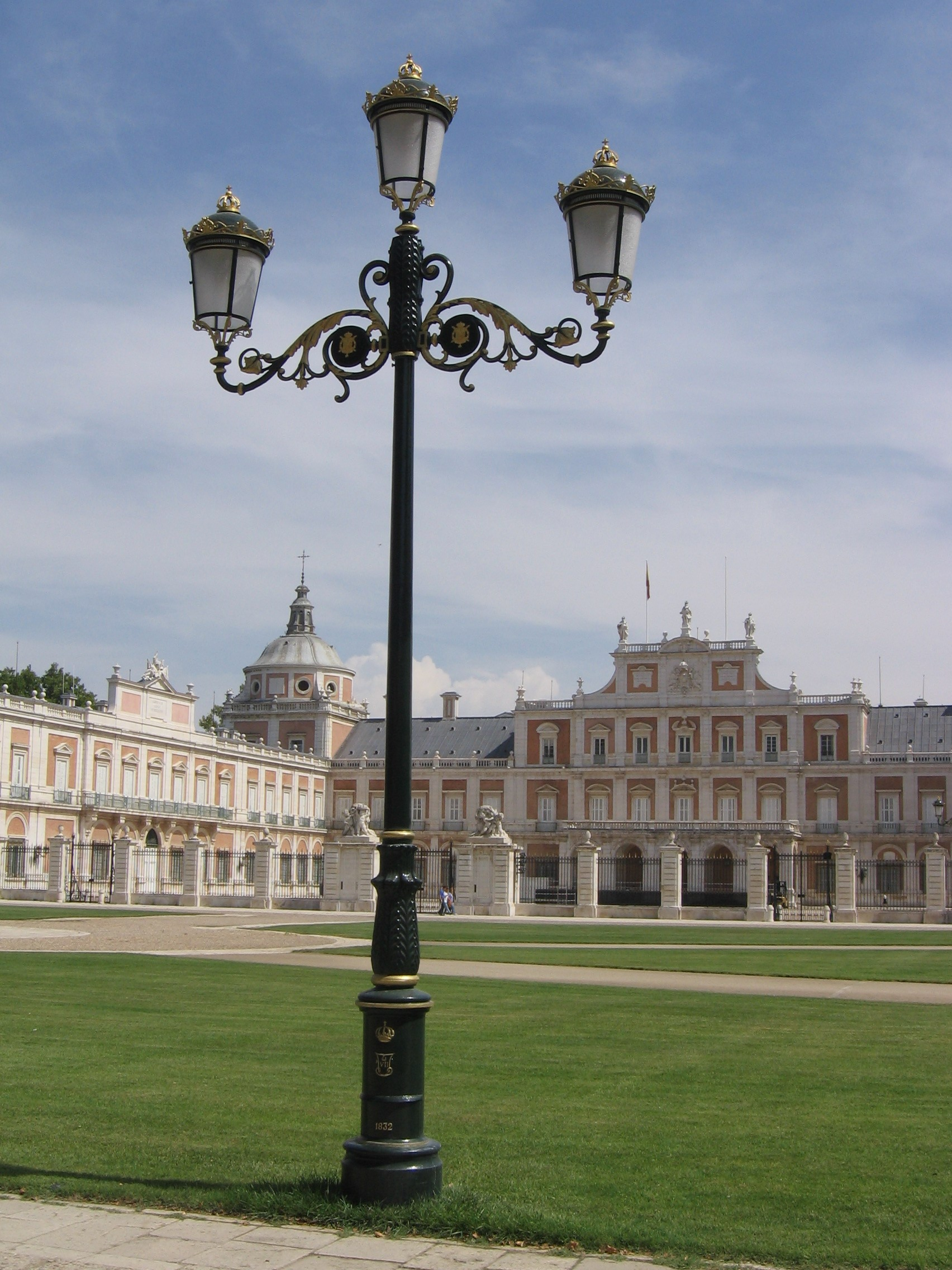
Farola fernandina, Aranjuez

Se denomina estilo fernandino al desarrollado en las artes decorativas —especialmente mobiliario— en España durante el reinado de Fernando VII (1814-1833). Sucedió al estilo Imperio y precedió al estilo isabelino.

## Historia
El estilo fernandino o estilo Fernando VII fue equivalente al estilo Restauración francés y al estilo Regencia inglés. Se dio sobre todo en mobiliario, caracterizado por su practicidad y un aire algo pesado, con predominio de las formas rectangulares y utilización de chapeados lisos y aplicaciones de madera dorada.
La mayor influencia del estilo fernandino provino de los estilos Directorio e Imperio franceses, respecto a los cuales presenta pocas diferencias y casi ninguna entidad propia. Se caracteriza por su pesadez y falta de gracia y, respecto a sus referentes franceses, presenta una mayor tosquedad de líneas y de ornamentación, así como una menor elegancia.
El mueble fernandino tiene raíces neoclásicas, con inspiración en la antigüedad grecorromana. Presenta un aspecto solemne y algo ostentoso, con motivos ornamentales como coronas de laurel, guirnaldas y liras. Otra fuente de inspiración, al igual que el estilo Imperio francés, es el arte egipcio —debido a la campaña egipcia de Napoleón—, especialmente en el uso de esfinges. Las sillas presentan las patas llamadas «de sable», y las camas son del tipo denominado «de góndola». La madera más utilizada fue la caoba, a veces con apliques de bronce.
Hacia el final del período se denota una cierta influencia gótica procedente del romanticismo de moda. Algunos de los mejores exponentes del mobiliario fernandino se hallan en los palacios de Oriente y de El Pardo de Madrid.
En mobiliario urbano se dio la farola fernandina, usada por primera vez en Madrid, aunque posteriormente se extendió por toda España. Tiene un farol acristalado de forma cilíndrica, con la parte superior en forma de cúpula con corona.